# Jaros de la Beauce
Les Jaros de la Beauce sont un club professionnel de hockey sur glace qui a évolué de 1975 à 1976 dans la North American Hockey League (NAHL). L'équipe jouait au Palais des Sports de Saint-Georges-de-Beauce, dans la province de Québec au Canada.
Le club termine au premier rang du classement général lors de sa première saison, en 1975-1976, mais perd la finale de la Coupe Lockhart face aux Firebirds de Philadelphie. Des problèmes financiers nuisent au rendement de l'équipe lors de la saison suivante et la concession est finalement dissoute par son propriétaire en décembre 1976.

## Historique

### Histoire du hockey à Saint-Georges (1910-1975)

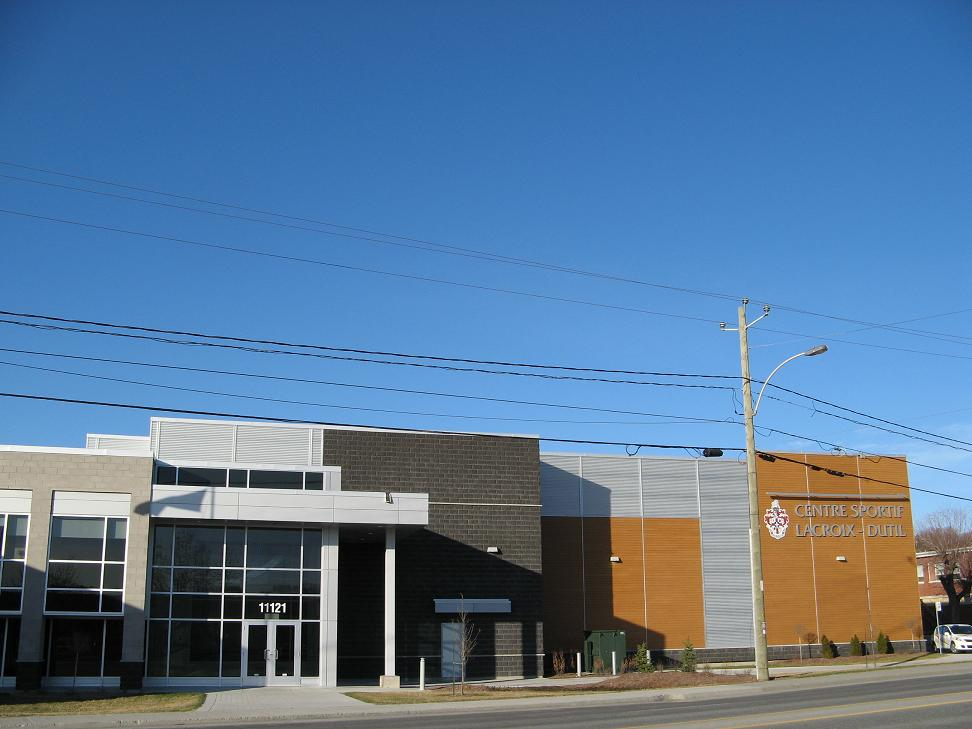
Le Centre sportif Lacroix-Dutil en avril 2013

La ville de Saint-Georges a une longue tradition de hockey local, régional et provincial. Le plus ancien match connu se déroule en 1910 alors que Saint-Joseph-de-Beauce bat Saint-Georges 3 à 2. Le hockey se joue alors sur les rivières et non à l’intérieur. En 1925, la formation de la Ligue de Beauce permet des confrontations entre les villes beauceronnes, avec des équipes à Saint-Georges, mais aussi à Sainte-Marie, Saint-Joseph et Beauceville. 
Entre 1945 et 1949, une ligue municipale est constituée et quatre clubs s’affrontent. Les joueurs proviennent d’industries locales comme la Dionne Spinning, la Saint-Georges Woolen et la Saint-Georges Shoe ; il y a également une équipe de marchands.
En 1950, le Tournoi Comrie voit le jour. Encore présenté chaque année à Saint-Georges, il s’agit du plus ancien tournoi de hockey amateur au Québec. Il permet aux participants de remporter le trophée Tom Comrie,,.
Au début des années 1960, apparaît la Ligue Beauce-Dorchester, qui sera suivie par la Ligue Beauce-Centre et la Ligue Beauce-Frontenac.
Le projet est dans l’air depuis longtemps mais il est officialisé en 1968 : St-Georges aura son aréna couvert. Inauguré le 10 novembre 1968, le nouvel édifice porte le nom de Palais des Sports. D’importantes rénovations ont lieu en 1998 et en 2012, dont l’ajout d’une deuxième glace. En septembre 1999 l’aréna change de nom pour devenir le Centre sportif Lacroix-Dutil,.
En 1970, c’est la Ligue intermédiaire de l’est qui apparaît à Saint-Georges avec des équipes de la Beauce, de la Rive-Sud de Québec et de Québec .

### Origines du nom de l'équipe
Le choix du nom de l’équipe fait référence à un évènement ayant eu lieu en 1974. En effet, la Ville de Saint-Georges a accueilli les Troisièmes Jeux d’hiver du Québec. Les jeux ont connu un immense succès et, durant les festivités, il y avait une mascotte du nom de Jaro qui fut très populaire. Ce nom dérive probablement du gentilé jarrets noirs,
. Historiquement, les gens provenant de la Beauce étaient surnommés les « Jarrets noirs », parce qu’ils se salissaient les jambes lorsqu’ils traversaient les cours d’eau pour aller vendre leurs produits à Lévis ou à Québec.

### Naissance de la concession
Au printemps de l’année 1975, l’homme d’affaires beauceron, André Veilleux, est actionnaire minoritaire des Nordiques de Québec. Depuis quelques années, il a tenté d’acheter certains clubs de hockey de la grande région de Québec, comme les Remparts de Québec ou les Canadiens junior de Thetford Mines. Il a même essayé, en vain, de devenir le principal propriétaire des Nordiques au printemps de 1974. Lorsqu’il rencontre Jean-Charles Gravel, un ancien camarade de classe qu’il n’avait pas vu depuis 20 ans, le déclic se fait : les deux hommes amèneront une équipe de hockey professionnel en Beauce. Veilleux, propriétaire des camions Mack de Québec, a l’argent ; Gravel, ancien entraîneur des Nordiques du Maine, possède les connaissances en matière de hockey. Les deux hommes contactent alors Robert Dextrase, le président de la North American Hockey League.
La NAHL a vu le jour en 1973, à la suite du démantèlement de la Eastern Hockey League. Quelques-unes de ses équipes agissent comme clubs-écoles auprès de certaines formations de l’Association mondiale de hockey, comme les Nordiques du Maine et les Jets de Johnstown. Le tandem Veilleux-Gravel n’a pas approché les équipes de l’AMH, mais les deux Beaucerons obtiennent tout de même une réponse favorable de la part des dirigeants de la NAHL. S’ils se présentent avec 60 000 dollars à la prochaine réunion de la ligue tenue en mai, ils obtiendront une concession.
Le 20 mai 1975, Jean-Charles Gravel et des représentants de la Ville de Saint-Georges-de-Beauce donnent une conférence de presse. Après les Canadiens de la Ligue nationale de hockey et les Nordiques de l’AMH, il y aura bel et bien un troisième club de hockey professionnel au Québec et il s’appellera les Jaros de la Beauce. Pour répondre aux exigences de la NAHL, qui veut un amphithéâtre de 2 700 places, la ville s’engage à exécuter des travaux au cours de l’été pour agrandir le Palais des Sports, un aréna disposant de 1 600 sièges. Gravel, de son côté, déclare que les Jaros seront une formation robuste.
Le 27 mai 1975, lors d’une réunion tenue à Syracuse (État de New York), la NAHL accorde une franchise à André Veilleux et les Jaros de la Beauce voient le jour.

### Mise en place de l’équipe
À la mi-juin 1975, sans donner d’explications, Jean-Charles Gravel quitte l’organisation des Jaros. Une conférence de presse est donnée le 20 juin à Saint-Georges par le propriétaire, président et directeur-gérant André Veilleux. Le club beauceron présente alors les cinq premiers joueurs à joindre ses rangs. Il s’agit de Gordon Talbot, Ron Fogal, Peter Folco, Richard Grenier et Gilles Bilodeau. Lorsqu’ils constatent que la philosophie du club repose principalement sur la robustesse, certains journalistes donnent alors aux Jaros le surnom de Beux (bœufs) de la Beauce.
À la fin juin, Marc Picard, ancien entraîneur des Remparts de Québec, devient le nouvel instructeur des Jaros. Il apporte alors de la crédibilité à l’organisation puisqu’il a mené les Remparts à la conquête de la Coupe du président au printemps de 1974.
En juillet 1975, la Ville de Saint-Georges reporte les travaux du Palais des Sports à l’été suivant. Mais les Jaros ne s’en font pas outre mesure, la vente des billets de saison semble se dérouler somme toute assez bien.
En août, l'attaquant René Villemure et le défenseur Jean-Luc Duquette signent avec le club beauceron. Puis, le 12 septembre, Dwayne Byers et Jocelyn Hardy se joignent à l'équipe.

### Saison 1975-1976

#### Saison régulière
Le camp d’entraînement des Jaros débute le 22 septembre 1975 à l’aréna de Sainte-Marie et 35 joueurs sont présents. Parmi les candidats, l’Américain James Troy et le Québécois Michel Garneau retiennent l’attention à l'issue des matchs intra-équipe. Le premier match hors-concours des Jaros a lieu le 28 septembre au Palais des Sports de Saint-Georges contre les Stingers de Cincinnati de l’AMH. Les hommes de Marc Picard subissent une défaite de 10 à 1 mais tiennent leur bout côté robustesse. Après une victoire de 9 à 1 contre les Nordiques du Maine, le club part ensuite jouer une série de matchs d’exhibition sur la route, notamment à Thetford Mines contre les Toros de Toronto et à Lac-Mégantic contre les Cape Codders.
Le calendrier régulier des Jaros doit débuter le 17 octobre au Coliseum de South Yarmouth, aréna des Cape Codders. Mais l’explosion d’une bonbonne servant à fabriquer la glace empêche la tenue de ce premier match. Le club de la Beauce doit donc jouer la première partie de son histoire au Youth Center de Lewiston contre les Nordiques du Maine. Devant 3 000 spectateurs, dont 125 Beaucerons venus encourager leur équipe, le club de Saint-Georges remporte le match 8 à 4. Joe Hardy compte le premier but de l’histoire des Jaros. Alain « Boom Boom » Caron compte le but gagnant et la victoire est créditée au gardien de but Yves Archambault. C’est toutefois l’aspect robustesse qui retient toute l’attention lors de ce premier match. Les joueurs des Jaros bousculent rondement les joueurs des Nordiques. En troisième période, l’attaquant Gilles Bilodeau va même jusqu’à frapper le gardien de but Georges Hulme qui était sorti de son filet. Humiliés, les joueurs des Nordiques veulent se venger. Le lendemain, lors du match d’ouverture des Jaros à Saint-Georges, ces mêmes Nordiques sont les visiteurs. Le directeur-gérant des Nordiques de Québec, Maurice Filion, est présent. Il a amené avec lui le dur à cuire Alan Globensky qu’il a décidé de prêter à son club-école. Après seulement 8 secondes de jeu en première période, Globensky se jette sur Michel Garneau. Son coéquipier James Troy intervient alors pour le défendre et les deux bancs se vident. Une bagarre générale éclate et le jeu est interrompu pendant plus de 30 minutes. Finalement, le hockey reprend ; Globensky chassé du match, les Jaros en profitent pour écraser le club du Maine 9 à 2. Le capitaine Joe Hardy est le héros de la soirée avec un tour du chapeau. L’alignement des Jaros lors de ce match inaugural, au Palais des Sports de Saint-Georges le 19 octobre 1975, est le suivant :
- Les gardiens de but : Yves Archambault, Gilles Tremblay (substitut)
- Les défenseurs : Brian Beaubien, Mike Busniuk, Jean-Luc Duquette, Ron Fogal, Peter Folco
- Les attaquants : Daniel Beaulieu, Gilles Bilodeau, Dwayne Byers, Alain Caron , Alberto Di Fazio, Michel Garneau, Richard Grenier, Jocelyn Hardy, Gordon Talbot, James Troy, René Villemure

Le premier revers du club beauceron survient lors du match suivant. Les Jaros s’inclinent alors 6 à 4, devant leurs partisans, contre Cape Cod.
Au début de novembre, alors que son club présente une fiche de quatre victoires et une défaite, le directeur-gérant André Veilleux procède à des premiers changements. Il envoie le défenseur Ron Fogal aux Nordiques du Maine en retour d’un autre défenseur, Reynald Tremblay, le frère de Jean-Claude Tremblay. Puis, il met à l’essai un jeune défenseur originaire de Montréal, Wally Weir. Rapidement, Weir fait sa marque avec ses talents de pugiliste. Il cadre plutôt bien avec sa nouvelle équipe, alors que les Jaros se sont forgé, en quelques semaines seulement, une réputation de bagarreurs à travers la ligue. Et le match du 7 novembre 1975 ne fait qu’accroître leur notoriété en matière de robustesse. En effet, alors qu’ils reçoivent les Comets de Mohawk Valley au Palais de Sports, les Jaros déclenchent une autre bagarre générale. Dans l’échauffourée, Bob O’Reilly des Comets frappe René Villemure en plein visage avec son bâton. Finalement, ayant perdu le contrôle du match, l’arbitre décide d’interrompre la partie. Il n’y aura même pas de troisième période et les Jaros, qui menaient alors 2 à 1, sont déclarés vainqueurs. Ils sont toutefois les grands perdants des sanctions qui sont imposées par les dirigeants de la ligue. À la suite de la rencontre, Archambault et Bilodeau reçoivent trois matchs de suspension chacun ainsi que 250 dollars d’amende. Michel Garneau reçoit dix matchs de suspension et 500 dollars d’amende alors que l'entraîneur, Marc Picard, se voit imposer une suspension de six matchs et 250 dollars d’amende. Picard voit sa suspension prolongée de trois autres parties une semaine plus tard à la suite de son intervention auprès du banc des joueurs lors d’un match à Utica, alors qu’il était toujours en congé forcé.
Face à l’intimidation exercée par les Jaros et les plaintes des autres clubs, le commissaire de la NAHL, John Timmins, décide finalement, à la mi-novembre, de modifier le règlement concernant les bagarres. Désormais, un joueur qui recevra une inconduite de partie sera automatiquement suspendu pour un match. La suspension augmentera d’une partie à chaque récidive. Mais rien n’y fait, et malgré ce resserrement des règles, la violence semble coller aux Jaros. Le 22 novembre à Lewiston, une autre bagarre générale survient entre les Nordiques et le club beauceron. Au moment où les combats font rage sur la glace, Gilles Bilodeau qui se trouve déjà au banc des punitions, est attaqué par des spectateurs et les forces de l’ordre doivent intervenir pour calmer les esprits. Quatre jours plus tard, le club de la Beauce est à Syracuse pour y affronter les Blazers. La brutalité atteint alors son paroxysme lors de cette partie qui coïncide avec le retour de Marc Picard derrière le banc. En début de troisième période, alors que le score est de 3 à 0 pour Syracuse, le gardien de but Archambault entreprend un combat avec le capitaine des Blazers, Craig Reichmuth. Mike Busniuk, des Jaros, intervient pour défendre son coéquipier. Il est chassé par l’arbitre mais discute longuement avec celui-ci pendant qu’il se dirige au banc des pénalités. Wally Weir, qui est dans l’assistance et qui purge une suspension avec Bilodeau et Folco, décide alors de s’approcher du banc des punitions pour calmer son coéquipier. Au même moment, un spectateur se jette sans avertissement sur lui. Bilodeau et Folco se lèvent d’un bond pour aller défendre leur coéquipier. Un furieux combat s’ensuit entre eux et des spectateurs. Devant cette scène inquiétante, des joueurs des Jaros qui sont sur la glace, dont Joe Hardy et James Troy, tentent à leur tour de défendre leurs coéquipiers en grimpant le long de la baie vitrée pour frapper les agresseurs. Des policiers, armés de matraques et d’aérosols aveuglants, attaquent à leur tour les joueurs beaucerons. Weir, Folco et Bilodeau sont finalement maîtrisés et amenés au poste de police. Une fois l'ordre rétabli, la partie reprend, mais les Jaros n’ont plus la tête au hockey et encaissent une défaite de 8 à 1. Après le match, dans le vestiaire des joueurs, des constables viennent arrêter Hardy et Troy qui devront répondre à des accusations d’assaut et d’entrave à la justice. Les cinq Jaros sont finalement libérés le lendemain matin, moyennant une caution de 12 500 $ et la promesse de revenir subir un procès. En définitive, les accusations sont abandonnées en février 1976 contre des amendes de 25 $ pour les joueurs concernés et de 800 $ pour l’organisation.
Après les évènements de Syracuse, la dynamique chez les Jaros se transforme. Marc Picard quitte l’organisation le 8 décembre pour devenir le directeur-gérant et entraîneur-chef des Dynamos de Shawinigan dans la Ligue de hockey junior majeur du Québec. Il est immédiatement remplacé par Joe Hardy qui devient joueur-instructeur et qui cède son titre de capitaine à Peter Folco. Il n’y a plus de bagarres générales mais « Bad News » Bilodeau continue de faire la loi sur la glace. Cela permet aux meilleurs joueurs de l'équipe d’exprimer leur talent offensif en toute liberté. Le nouveau venu Luc Simard, acquis de Cape Cod à la mi-novembre, est l’un de ceux-ci. Avec ses coéquipiers Alain Caron, Richard Grenier et Joe Hardy, il fait partie d’un quatuor d'attaquants qui produit la majorité des buts des Jaros. Du 27 novembre, lendemain de l’affaire Syracuse, au 18 décembre, le club remporte 9 victoires consécutives et compte 61 buts. Pendant cette séquence, les Jaros prennent le premier rang de la division Est de la ligue, pour ne plus jamais le perdre.
Malgré les succès sur la glace, l’organisation des Jaros connaît des problèmes financiers. En janvier 1976, Gordon Talbot et Gilles Tremblay, deux joueurs populaires auprès des partisans, sont libérés. Ron Fogal et Alberto Di Fazio sont ensuite échangés. Enfin, Michel Samson, le responsable des relations du club, est remercié. Le président et propriétaire, André Veilleux, refuse alors de prononcer le mot « dette » mais parle plutôt de réduction du budget. Puis, devant les rumeurs persistantes de déménagement de l’équipe, Veilleux décide finalement de s’adresser aux médias. L’organisation est effectivement déficitaire et il cherche activement des investisseurs afin de garder le club à Saint-Georges.
Cette mauvaise nouvelle ne semble pas affecter les joueurs qui continuent de bousculer leurs adversaires et de remplir les filets ennemis. Au Tonawada Sport Center de Buffalo le 22 janvier 1976, les Jaros mènent 9 à 6 sur les Norsemen lorsque l’instructeur Guy Trottier décide de retirer ses hommes de la glace en milieu de troisième période. Il proteste ainsi contre l’arbitre qui laisse les visiteurs frapper ses joueurs. Les Norsemen refusant de revenir au jeu après 10 minutes d’attente, l’officiel déclare finalement la partie terminée. Alain Caron compte quatre buts et Joe Hardy amasse six passes lors de ce match écourté. Ces six passes sont d’ailleurs, à ce moment, un record de la ligue. Quelques jours plus tard, Caron marque son 600e but en carrière chez les professionnels. Dans le même match, Joe Hardy, qui a récolté un but et trois passes, devient le détenteur du record de la ligue pour le plus grand nombre de points en une saison. Avec encore 24 matchs à jouer, il a plus de 125 points à sa fiche.
En février 1976, l’ouragan Jaros continue sur sa lancée. Dans une séquence de quatre matchs en autant de soirs, dont trois sur la route (1 750 kilomètres d’autobus), le club remporte quatre victoires convaincantes. Voulant profiter de l’intérêt grandissant que suscite son club, André Veilleux décide de faire jouer les Jaros au Colisée de Québec pour une partie. Malgré les critiques de certains élus de Saint-Georges et de plusieurs partisans, le match a lieu le 16 février devant plus de 8 300 spectateurs. Les Blades d’Érié viennent toutefois gâcher le spectacle souhaité par Veilleux. Alors que les bagarreurs des Jaros tentent d’intimider leurs adversaires toute la soirée, l’arbitre Ron Fournier est inflexible et pénalise tous les gestes répréhensibles. Bilodeau et Garneau passent plusieurs minutes au banc des pénalités et les Blades en profitent pour remporter le match en prolongation par la marque de 8 à 7.
La partie controversée de Québec semble faire mal à la popularité des Jaros. D’abord, des huées dirigées vers l’équipe beauceronne se font entendre dans le Colisée lors de la troisième période de ce match. Les spectateurs applaudissent même les buts du club d’Érié. Puis, lors de leur retour au Palais des Sports de Saint-Georges, l’assistance aux matchs baisse passablement, passant d’une moyenne de 1 750 spectateurs, avant la partie de Québec, à une moyenne de 1 300 spectateurs pour le reste de la saison. En plus, les Jaros sont victimes de leur succès ; trois de leurs joueurs-clés quittent les rangs de l'équipe pour rejoindre l'AMH quelques jours seulement après le match disputé dans la vieille Capitale. Ainsi, James Troy signe avec les Whalers de la Nouvelle-Angleterre alors que Peter Folco et Gilles Bilodeau s’entendent avec les Toros de Toronto,. Néanmoins, malgré des effectifs réduits, des partisans moins présents et une incertitude quant à l’avenir de la concession, le club de la Beauce continue de gagner, remportant 12 de ses 17 dernières joutes au calendrier régulier.
Les Jaros bouclent donc la saison 1975-1976 avec une fiche de 54 victoires, 18 défaites et 2 parties nulles, terminant ainsi au premier rang de la NAHL, 14 points devant leurs plus proches poursuivants, les Jets de Johnstown. Joe Hardy (208 points), Richard Grenier (160 points), Luc Simard (149 points) et Alain Caron (137 points) sont les quatre meilleurs marqueurs de la ligue. Hardy, qui est devenu le premier joueur de l’histoire du hockey professionnel à atteindre le plateau des 200 points en une seule saison, et ce six ans avant Wayne Gretzky, est nommé joueur de l’année par le magazine The Hockey News.

#### Records et honneurs de la saison
À leur première saison d’existence, les Jaros établissent une série de records d’équipe et individuels.
Records d’équipe dans la NAHL :
- Plus grand nombre de buts par une équipe en une saison (462)
- Plus grand nombre de buts par une équipe dans un match (16)

Records individuels dans la NAHL :
- Plus grand nombre de points par un joueur dans un match, Joe Hardy (8 points composés de 2 buts et 6 passes)
- Plus grand nombre de passes par un joueur dans un match, Joe Hardy (6)
- Plus grand nombre de minutes de punitions par un joueur dans une saison, Gilles Bilodeau (451)

Records individuels du hockey professionnel (toutes ligues confondues) :
- Plus grand nombre de points par un joueur dans une saison, Joe Hardy (208)
- Plus grand nombre de buts par un joueur dans une saison, Alain Caron (78)

Quatre joueurs des Jaros reçoivent également des honneurs individuels de la NAHL à l’issue de la saison.
- Joueur le plus utile[Note 2] pour son équipe, Joe Hardy
- Coupe des Gouverneurs (meilleur pointeur de la saison), Joe Hardy
- Trophée Lenny-Gagnon (joueur le plus gentilhomme), Luc Simard
- Membres de la première équipe d’étoiles : Joe Hardy (centre) et Richard Grenier (ailier gauche)
- Membres de la deuxième équipe d’étoiles : Luc Simard (ailier gauche) et Alain Caron (ailier droit)

#### Séries éliminatoires de 1976
Les Jaros affrontent au premier tour des séries éliminatoires les Nordiques du Maine, une équipe qu’ils ont battu dix fois au cours de la saison régulière. Dans la première partie, contre toute attente, le club de Lewiston mène 3 à 1 après 20 minutes de jeu. Mais le club de la Beauce égalise au deuxième tiers et Luc Simard compte le but gagnant avec moins de 3 minutes à joueur au cours de la troisième période. La deuxième rencontre a lieu à Lewiston ; dans un match ponctué de 168 minutes de pénalités, les Nordiques comptent 6 buts en deuxième période pour se sauver avec une victoire de 10 à 6. Le gardien Yves Archambault, blessé depuis le début de la série, effectue un retour au jeu lors du troisième match. Alain Caron marque 3 buts et les Jaros gagnent la partie 9 à 3. De retour dans le Maine pour le match numéro 4, la troupe de Joe Hardy reçoit un coup de main inattendu. Les Whalers de la Nouvelle-Angleterre permettent à James Troy de venir prêter main-forte à ses anciens coéquipiers. Le revenant compte le premier but, mais la vedette du match est Daniel Beaulieu qui marque 4 points (2 buts et 2 passes), permettant ainsi aux Jaros de remporter le match 6 à 3 et la série 3 à 1.
En demi-finale, les Jaros font face aux Blazers de Syracuse. Ils remportent la première partie, qui a lieu au Palais des Sports, par la marque de 5 à 4. Wally Weir fait scintiller la lumière rouge à deux reprises et Richard Grenier est l’auteur du but gagnant en prolongation. Grenier est aussi le héros du match suivant alors qu’il compte 4 buts et permet à son club de gagner 10 à 7. La série se transporte à Syracuse pour les troisième et quatrième parties. Grâce à une solide performance du gardien Yves Archambault, qui reçoit 54 lancers, dont 23 en deuxième période uniquement, les Jaros gagnent 6 à 4. Puis, dans un match marqué par une violente bagarre générale, Alain Caron compte 4 buts pour permettre au club beauceron de remporter le match 6 à 4 et de balayer la série en 4 parties.

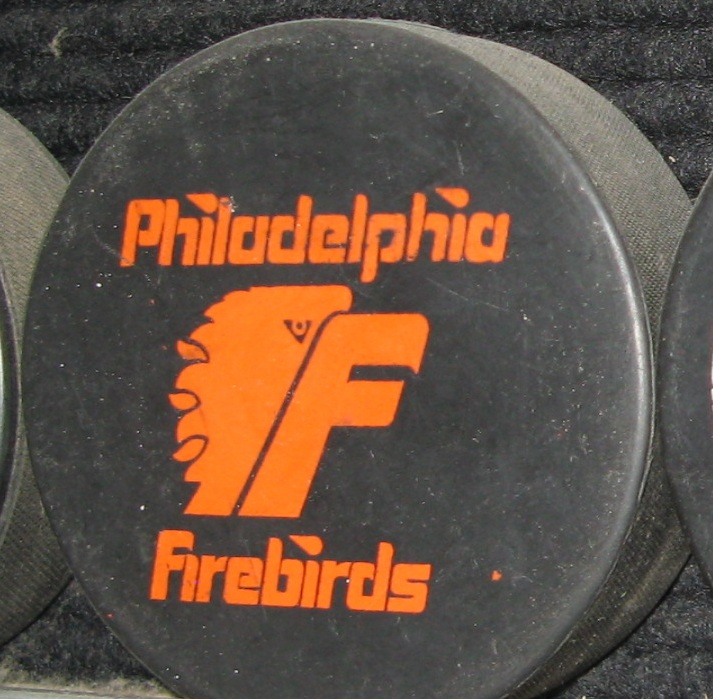
Rondelle des Firebirds de Philadelphie

La finale de la Coupe Lockhart met aux prises les Jaros et les Firebirds de Philadelphie. Les équipes se sont affrontées quatre fois lors de la saison régulière, se partageant chacune deux victoires. Lors de ses deux tours précédents, le club de Philadelphie a d’abord éliminé les Blades d’Érié en cinq parties pour ensuite battre les champions en titre, les Jets de Johnstown, en cinq matchs également. La cinquième et dernière partie de cette demi-finale est plutôt spectaculaire, les Firebirds comptant 14 buts contre 10 pour les Jets. La troupe de Gregg Philling possède dans ses rangs un jeune gardien de but du nom de Réjean Lemelin. Toutefois, c’est le vétéran Gaye Cooley qui entreprend la série. Du côté du club beauceron, des renforts viennent tout juste d’arriver. Les Toros de Toronto ne participant pas aux séries éliminatoires de l’AMH, Gilles Bilodeau et Peter Folco sont de retour avec les Jaros.
La première partie de la finale a lieu le 6 avril 1976 au Palais des Sports de Saint-Georges. Gaye Cooley stoppe 46 lancers et les Firebirds comblent un déficit de 2 buts pour remporter le match 7 à 5. Le ton de la série est donné. Les Jaros égalisent les chances en gagnant la deuxième partie 7 à 4. Bilodeau s'est battu deux fois avec Lee Crozier alors que Grenier et Caron ont compté 2 buts chacun. La troisième joute se déroule à Philadelphie et, devant une foule hostile de 6 500 spectateurs, les Jaros subissent un revers de 6 à 1. Les hommes de Joe Hardy retrouvent leur confiance lors de la partie suivante. Richard Grenier marque deux buts, imité par Luc Simard, puis Dwayne Byers compte le but gagnant en prolongation pour permettre aux Jaros de ramener la série à la case départ en remportant le match 7 à 6. De retour à Saint-Georges, les Jaros reçoivent un appui de taille de la part de leurs partisans ; ils sont plus de 2 250 à les encourager lors du match numéro 5. En première période, Bilodeau s’en prend à Dean Boyland qui refuse de se battre. « Bad News » reçoit alors 17 minutes de pénalités. Pendant l’avantage numérique qui suit, les Firebirds comptent deux buts. Les Jaros n’arrivent pas à combler le déficit et Philadelphie remporte le match 6 à 4. Deux jours plus tard, la Coupe Lockhart se trouve au Civic Center de Philadelphie, alors que la série est de 3 à 2 en faveur des Firebirds. Ceux-ci prennent les devants 3 à 1 en première période du match numéro 6. Pour tenter de revenir de l’arrière, les Jaros jouent le deuxième tiers à leur manière. 150 minutes de punitions sont données par l’arbitre et les visiteurs réduisent l’écart à un seul but. Mais les Firebirds sont meilleurs en troisième période, ils comptent deux buts et Cooley stoppe tous les lancers de Hardy, Caron, Simard et compagnie. Philadelphie remporte le match 5 à 2 et la finale de la Coupe Lockhart 4 matchs à 2.
Trois jours après l’élimination de son club, André Veilleux donne une conférence de presse à l’Hôtel de Ville de Saint-Georges. Grâce à l’appui d’un groupe de bénévoles, qui lui ont promis la vente de 1 200 billets de saison, le propriétaire annonce qu'il ne déménagera pas son équipe. Les Jaros entreprennent donc la saison 1976-1977 en Beauce.
|  | Quarts de finale          | Quarts de finale          |                           |   | Demi-finales | Demi-finales |  |  | Finale | Finale |
|  | Quarts de finale          | Quarts de finale          |                           |   | Demi-finales | Demi-finales |  |  | Finale | Finale |
|  |                           |                           |                           |   |              |              |  |  |        |        |
|  |                           |                           |                           |   |              |              |  |  |        |        |
|  |                           |                           |                           |   |              |              |  |  |        |        |
|  | Jaros de la Beauce        | 3                         |                           |   |              |              |  |  |        |        |
|  | Jaros de la Beauce        | 3                         |                           |   |              |              |  |  |        |        |
|  | Nordiques du Maine        | 1                         |                           |   |              |              |  |  |        |        |
|  | Nordiques du Maine        | 1                         | Jaros de la Beauce        | 4 |              |              |  |  |        |        |
|  |                           |                           | Jaros de la Beauce        | 4 |              |              |  |  |        |        |
|  |                           | Blazers de Syracuse       | 0                         |   |              |              |  |  |        |        |
|  | Blazers de Syracuse       | Blazers de Syracuse       | 0                         | 3 |              |              |  |  |        |        |
|  | Blazers de Syracuse       |                           |                           | 3 |              |              |  |  |        |        |
|  | Comets de Mohawk Valley   | 1                         |                           |   |              |              |  |  |        |        |
|  | Comets de Mohawk Valley   | 1                         | Jaros de la Beauce        | 2 |              |              |  |  |        |        |
|  |                           |                           | Jaros de la Beauce        | 2 |              |              |  |  |        |        |
|  |                           | Firebirds de Philadelphie | 4                         |   |              |              |  |  |        |        |
|  | Firebirds de Philadelphie | Firebirds de Philadelphie | 4                         | 3 |              |              |  |  |        |        |
|  | Firebirds de Philadelphie |                           |                           | 3 |              |              |  |  |        |        |
|  | Blades d'Érié             | 2                         |                           |   |              |              |  |  |        |        |
|  | Blades d'Érié             | 2                         | Firebirds de Philadelphie | 4 |              |              |  |  |        |        |
|  |                           |                           | Firebirds de Philadelphie | 4 |              |              |  |  |        |        |
|  |                           | Jets de Johnstown         | 1                         |   |              |              |  |  |        |        |
|  | Norsemen de Buffalo       | Jets de Johnstown         | 1                         | 2 |              |              |  |  |        |        |
|  | Norsemen de Buffalo       |                           |                           | 2 |              |              |  |  |        |        |
|  | Jets de Johnstown         | 3                         |                           |   |              |              |  |  |        |        |
|  | Jets de Johnstown         | 3                         |                           |   |              |              |  |  |        |        |

### Saison 1976-1977

#### Préparation de la saison

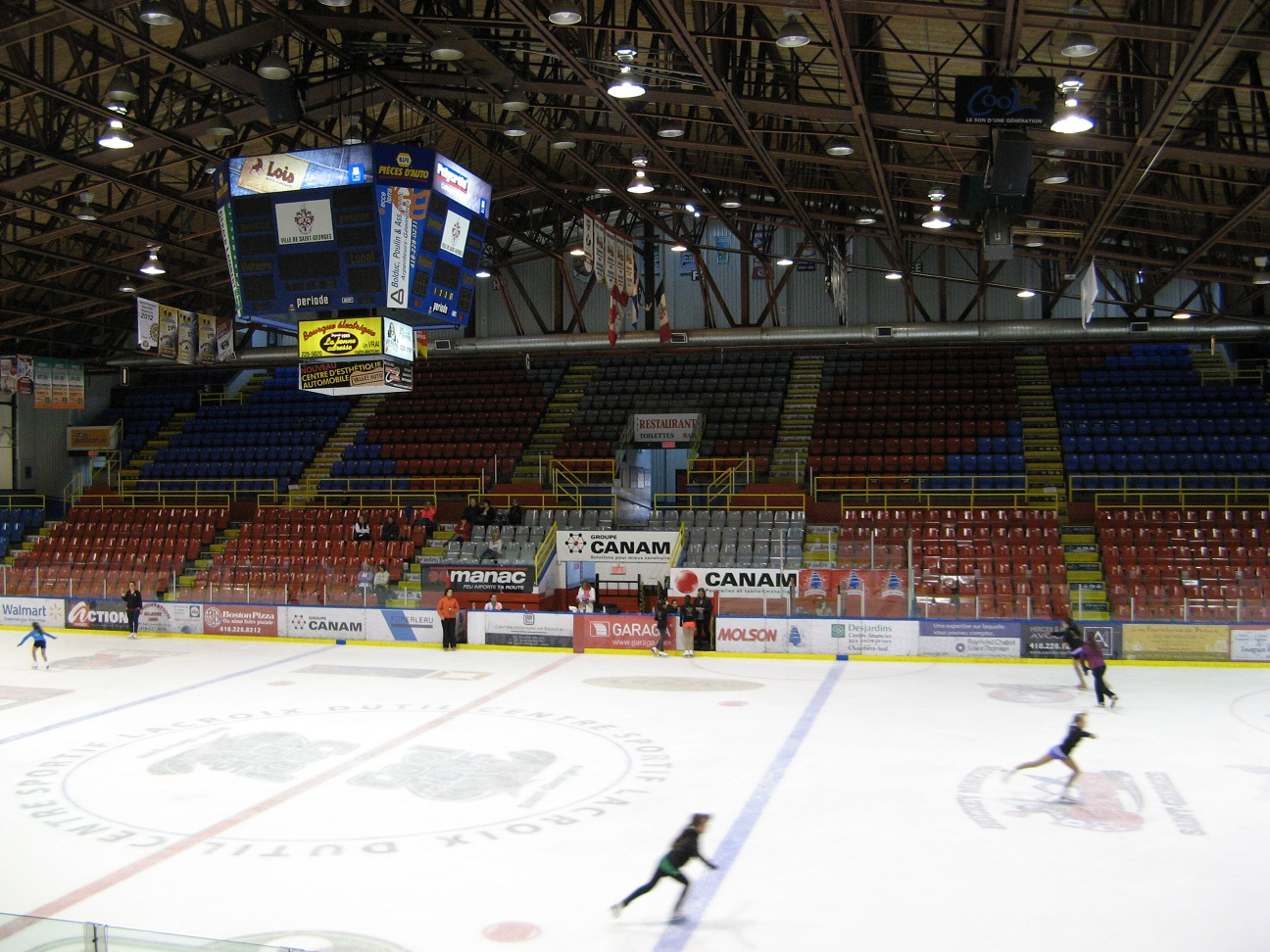
Intérieur du Centre sportif Lacroix-Dutil en avril 2013

Dès le printemps 1976, l’équipe se prépare pour la rentrée automnale. En avril, la campagne pour la vente des billets de saison bat son plein grâce aux « Amis des Jaros », un groupe formé de 100 bénévoles et de leur président, Robert Dutil, homme d’affaires et politicien. De la mi-avril jusqu’au 31 mai 1976, les Jaros vendent pour plus de 750 billets de saison, battant ainsi le record de la première année. Toutefois, ils sont encore loin de leur objectif de 1 200. Le 17 octobre, soit quelques jours avant le début de la saison, un radiothon permet de porter la vente finale à 1 000 billets.
En juillet 1976, pendant l’Assemblée des gouverneurs de la NAHL, de nouveaux règlements sont adoptés. Ainsi, pour la prochaine saison, il n’y aura que 16 joueurs qui seront de l’alignement au lieu des 18 de l’an précédent. De plus, le casque est désormais obligatoire pour tous les joueurs. Lors du repêchage inter-équipe du 20 juillet 1976, André Veilleux réussit à mettre la main sur quatre joueurs, mais seulement Ron Pronchuk s’entend finalement avec les Jaros. L'équipe perd aussi Mike McKegney qui est réclamé par les Nordiques du Maine.
Durant le mois de juillet, le conseil de la Ville de Saint-Georges donne son aval à des améliorations au Palais des Sports pour aider les Jaros à accueillir plus de spectateurs et améliorer leur confort. L'aréna comptera désormais 2 050 places,,. André Veilleux, de son côté, réaffirme son désir  de demeurer à Saint-Georges. Il aurait refusé une offre de déménagement de son équipe à Baltimore, et ce, même si on lui proposait un bail gratuit pour l’aréna de 10 500 sièges. Au mois d’août, les Jaros organisent leur deuxième École de hockey pour aider les jeunes hockeyeurs à apprendre les rudiments du jeu en compagnie de joueurs québécois professionnels. Plus de 145 jeunes s’étaient présentés à l’été 1975 contre seulement 90 en 1976.
L'équipe a pour instructeur Marc Boileau et Joe Hardy en tant que directeur-gérant ; Marc Tardif, Simon Nolet, Alain Caron, Richard Grenier, Renald Leclerc et Mario Lessard sont les instructeurs-adjoints. Jean-Claude Lessard est responsable de la coordination hors-glace. Le 30 août, les Jaros donnent une conférence de presse à l’Hôtel de Ville de Saint-Georges pour présenter les grands changements ayant eu lieu au sein de l’organisation. André Veilleux s’entoure maintenant de collaborateurs pour faire la promotion du club dans la communauté beauceronne. Il s’adjoint de Pier Dutil qui est rédacteur en chef au journal l’Éclaireur-Progrès. Dutil devient le directeur de l’information et s’occupera des relations avec la presse. Le prolifique marqueur Alain Caron ne revient pas sur la glace ayant subi une attaque cardiaque au printemps dernier. Il demeure dans l’organisation et devient le gérant administratif. Il a également pour mission de s’occuper des relations publiques en remplacement de Pierre Aklil. À la fin de l’été, les Jaros ont six joueurs sous contrat avec les signatures de Joe Hardy, Murray Kuntz, Ron Pronchuk, René Villemure, Paul Daigle et Terry Smith. Quelques jours avant le début du camp d’entraînement, André Veilleux met sous contrat Réjean Giroux. 
Le camp d’entraînement débute le 6 octobre 1976 à Beauceville et seulement 16 joueurs se présentent à Joe Hardy. De toute évidence, depuis la fin de la dernière campagne, les Jaros ont changé de visage et le départ de plusieurs joueurs importants se fait sentir. Outre Caron, forcé à la retraite, Richard Grenier et Wally Weir jouent désormais avec les Nordiques de Québec. Luc Simard et Dwayne Byers ont accroché leurs patins alors que Daniel Beaulieu s’aligne maintenant avec les Nordiques du Maine. Mike Busniuk fait équipe avec le club-école des Canadiens de Montréal, les Voyageurs de la Nouvelle-Écosse, Gilles Bilodeau joue avec les Bulls de Birmingham (AMH), Yves Archambault porte l'uniforme des Firebirds de Philadelphie et Bruce Bullock se retrouve avec les Oilers de Tulsa. Durant le camp, les Jaros jouent cinq matchs intra-équipe dans différentes villes de la Beauce ainsi que trois parties hors-concours contre les Nordiques du Maine à Rivière-du-Loup, Cap-Chat et Saint-Georges. Ayant attiré de très petites foules, ils revendiquent une fiche d’une partie nulle et deux défaites après ces affrontements. Dans la défaite de 7 à 6 en Gaspésie, Terry Smith est l’auteur d’un tour du chapeau mais le gardien de but Michel Deguise se blesse. Le 10 octobre, les Jaros jouent leur première partie hors-concours au Palais des Sports où ils subissent une défaite de 5 à 1. La présentation officielle des joueurs pour la campagne 1976-1977 se fait le 20 octobre. Quelques joueurs de la première édition reviennent avec l’équipe, notamment James Troy et Peter Folco. Le propriétaire a réussi à mettre la main sur quelques joueurs notables pouvant venir aider l’équipe dont Claude Houde et Normand Dubé qui proviennent des Scouts de Kansas City de la LNH. Bernie Germain, Jacques Laplante, Kevin Troy, Daniel Lessard et Richard Poirier arrivent également au sein du gilet orange, brun et blanc. À l'aube de la nouvelle saison, l’alignement des Jaros est toutefois incomplet. Cette situation s'explique en partie par les blessures, mais aussi par le désistement de quelques joueurs qui n'ont pas accepté la baisse des salaires imposée par le propriétaire.

#### Débuts de saison
Le 22 octobre a lieu le premier match de la saison à Binghamton et les Jaros subissent une défaite de 7 à 6 contre les Dusters. Seulement 13 joueurs sont en uniforme pour le club beauceron et, signe des restrictions budgétaires entourant l’équipe, les joueurs portent des gilets troués utilisés lors de la première saison. Durant le match, les rôles sont inversés et ce sont les Dusters qui jouent de robustesse et de violence, se vengeant des Jaros de l’an dernier. Le gardien Bernie Germain doit intervenir pour aider son instructeur Joe Hardy, impliqué dans une bagarre avec Gary Jaquith, afin de lui éviter de sérieuses blessures. Il intervient malgré ses deux doigts fracturés. De plus, il est bombardé de 58 lancers durant la partie. Deux jours plus tard, le premier match de la saison à Saint-Georges se joue devant 2 027 spectateurs, présents pour encourager leur club, qui compte déjà deux défaites à sa fiche. Les partisans peuvent voir à l’œuvre un nouveau venu, Jacques Blain alors que Joe Hardy fait confiance à Jacques Laplante pour garder les buts de son équipe. Malgré le jeu de Dubé qui impressionne le public, le résultat est le même : une troisième défaite consécutive,.
La fiche des Jaros en octobre 1976 n’est pas très reluisante avec une seule victoire et six défaites. Les 1 562 partisans présents au Palais des Sports, lors du septième match, peuvent finalement savourer la première victoire de leur équipe par un gain de 5 à 4 contre les Firebirds de Philadelphie. Durant ce premier mois d’activité, les Beaucerons encaissent leur pire défaite au compte de 14 à 7 contre les Comets de Mohawk Valley. Au cours de ce revers, Villemure marque 4 buts et Hardy récolte 4 passes. Malgré ses performances offensives, Joe Hardy est critiqué par les partisans et les journalistes pour son double emploi d'instructeur et de joueur. Les meilleurs marqueurs de l’équipe sont ce même Hardy avec 2 buts et 13 passes pour 15 points ainsi que Normand Dubé avec une fiche de 7 buts et 5 passes pour 12 points. Ce n’est qu’au sixième match de la saison que les Jaros affichent enfin un alignement composé de 16 joueurs et qui respecte le règlement de la ligue. 
Avec le départ de Michel Deguise et la blessure de Bernie Laplante, les Jaros ont un sérieux problème à trouver un gardien de but numéro un. Ils réussissent finalement à signer le gardien inactif Ed Humphreys, qui s’alignait à la fin de la saison précédente avec les Indians de Springfield dans la LAH. Un autre joueur se joint également au Jaros, il s’agit de Yves Preston qui vient d’être libéré par les Nordiques du Maine. À chaque bonne nouvelle survient une mauvaise nouvelle et Rich Hart se blesse au genou. 
Lors de la visite des Comets de Mohawk Valley le 7 novembre 1976, au Palais des Sports, un hommage est rendu à Alain « Boomer » Caron, le nouveau retraité des Jaros. Plus de 1 500 spectateurs sont présents aux cérémonies d'avant-match pour honorer le meilleur franc-tireur de l’histoire de l’équipe. Devant des membres de sa famille, l’ancien numéro 19 reçoit une série de cadeaux. Ce match a lieu un an jour pour jour après celui du 7 novembre 1975, durant lequel une violente bagarre générale a éclaté entre les deux mêmes adversaires. Durant le match de 1976, le même scénario est quasiment reproduit, une bagarre générale étant évitée de justesse. Le joueur-instructeur Joe Hardy se bat tout de même contre la petite peste de l’équipe adverse, Bob Yaciuk. Après que ce dernier se soit retrouvé au banc des punitions, James Troy, des Jaros, lui adresse des injures et se jette finalement sur lui pour se battre. Pendant ce temps, plusieurs bousculades se déroulent parmi les spectateurs. La reprise du jeu sera longuement retardée, car l’arbitre attend la présence d’un policier. Les Jaros gagnent finalement le match 5 à 3 pour enregistrer leur deuxième victoire de la saison. Fait étonnant, Yaciuk sera réclamé par les Jaros, moins d'une semaine après les évènements, après avoir été libéré par les Comets . Il ne se présentera pas à sa nouvelle équipe.
Le bilan du mois de novembre des Jaros se résume à un dossier de 4 victoires, 7 défaites et un match nul. Les hommes de Joe Hardy connaissent leur meilleure séquence de la saison en alignant 3 victoires consécutives du 7 au 12 novembre. Mais les assistances aux Palais des Sports continuent de diminuer. Le 28 novembre, les Jaros remportent une rare victoire convaincante à la maison, de 6 à 1 contre Mohawk Valley, devant seulement 1328 spectateurs.

#### Dispute avec la NAHL
La partie du 26 novembre n’est pas disputée, car l’autobus des Blazers de Syracuse tombe en panne à Saint-Hyacinthe et ne peut rejoindre Saint-Georges à temps pour le début du match. Deux autres parties sont annulées, résultat d’une dispute entre le propriétaire des Jaros et les dirigeants de la ligue. André Veilleux décide d’abord que son club ne jouera pas le 13 novembre contre les Comets à Utica. Il agit ainsi en représailles contre la ligue pour le non-paiement, selon ses dires, d’un montant de 29 000 $. La requête de Veilleux est la suivante : la NAHL lui doit un montant d’argent sur les recettes d’un match joué à Buffalo la saison dernière, ainsi qu’un autre montant qu’il a déboursé pour l’achat d’un système Télex pour la ligue. En réponse à la demande de Veilleux, le commissaire Timmins prétend qu’il y a seulement eu un retard dans la transmission du chèque envoyé par les bureaux de la ligue.
Mais le propriétaire des Jaros réclame surtout les 25 000 $ qu’il aurait envoyés en trop à la direction de la ligue. Pour garantir la présence de son club dans la NAHL, Timmins aurait exigé 25 000 $ à Veilleux à la fin de la dernière saison. Une lettre de crédit aurait d’abord été demandée par les dirigeants, mais Veilleux aurait plutôt envoyé un chèque en mai 1976. En octobre, le propriétaire des Jaros aurait finalement expédié la lettre de crédit. N’ayant toujours pas reçu de remboursement en novembre, l’homme d’affaires beauceron aurait donc payé une somme de 50 000 $ pour une garantie de 25 000 $.
À la suite de la décision de Veilleux de ne pas faire jouer son club, une réunion des gouverneurs de la NAHL est prévue le vendredi 19 novembre afin de tenir un vote sur l’exclusion des Jaros. Le propriétaire beauceron sait qu’il peut tout perdre, mais sachant que son équipe attire les foules dans tous les arénas de la ligue, il maintient son point et décide même de s’opposer à ce règlement d’exclusion. André Veilleux déclare également que la ligue est mal gérée et que plusieurs problèmes financiers sont omniprésents. Pendant ce temps, l’équipe ne quitte pas la Beauce malgré le fait qu’elle doit jouer une partie à Johnstown le 17 novembre.  Les Jaros ont maintenant volontairement refusé de se présenter à deux matchs. Comme prévu, la réunion de la NAHL a lieu le 19 novembre et deux gouverneurs (Mohawk Valley et Érié) votent pour le départ des Jaros. Les autres représentants ne votent pas, mais exigent de sévères sanctions financières. Le 23 novembre, la nouvelle est officielle : les Jaros demeurent dans la ligue. André Veilleux a finalement gagné son point. Il réussit même à faire modifier les montants des amendes, mais il devra quand même payer 3500$ et un autre montant pour les parties non disputées. Alors que se déroule toute cette saga, des rumeurs circulent à l’effet qu’André Veilleux aurait offert son club à des hommes d’affaires de la Beauce. Le 29 novembre, le conflit semble résolu : Veilleux paye la première amende de 3500$ et une entente secrète est entérinée entre lui et le commissaire Timmins au sujet de la deuxième somme d'argent. La lettre de crédit est maintenant acceptée par la ligue, qui s’engage à remettre le montant concerné. De plus, la direction des Jaros s’engage à terminer la saison à Saint-Georges.
Malgré leur réintégration dans la ligue, les Jaros commencent le mois de décembre dans un climat d’incertitude. Après 4 matchs, les Beaucerons présentent une fiche d’une partie nulle et de 3 défaites. Le 5 décembre, ils font match nul, 1 à 1, à domicile. Pour plusieurs spectateurs, c’est la goutte qui fait déborder le vase et certains en profitent pour huer Joe Hardy. Puis, le 7 décembre, le centre Paul Daigle décide de prendre sa retraite.
Le 9 décembre, l’animateur de radio à CKRB-FM, Gilles Bernier, déclare en exclusivité en ondes, que les Jaros auraient peut-être joué leur dernier match la veille contre le Maine. Ce dernier a obtenu des informations concernant des démarches faites par André Veilleux, auprès du Conseil municipal de la Ville de Saint-Georges, et qui confirmeraient son intention d’abandonner sa concession. Le propriétaire de l'équipe ne veut plus continuer, car, selon lui, il ne reçoit pas le soutien escompté par la population de la Beauce. Également, il serait incapable de trouver de nouveaux joueurs pour améliorer son équipe. Le même soir que la nouvelle est dévoilée en ondes, une trentaine d’hommes d’affaires de la Beauce se réunissent afin d'élaborer une offre d’achat pour le club. De son côté, Veilleux réagit aux allégations en affirmant qu’effectivement il a rencontré les gens du Conseil de ville. Il nuance ses propos en disant qu’il ne souhaite pas se départir de son équipe, mais qu'il y songe fortement. Certains éléments le font pencher vers cette éventualité. D'abord, il ne veut pas perdre 200 000$, comme la saison dernière. De plus, les derniers rebondissements touchant sa formation l'ont grandement affecté; notamment la blessure au poignet de Joe Hardy, qui forcera son meilleur joueur à s'absenter pour deux mois, les huées à son endroit lors du match du 5 décembre 1976 ainsi que le départ de Paul Daigle. Pour Veilleux, le seul espoir possible est le soutien indéfectible des partisans, comme ils l’ont fait lors de la première campagne des Jaros. Enfin, il ne croit pas que des hommes d'affaires Beaucerons désirent vraiment acheter son équipe. 
Alors que tous s'interrogent sur l'avenir des Jaros, Veilleux échange son capitaine Murray Kuntz aux Nordiques du Maine contre les frères Pierre et Gilles Quintal. Puis, le 10 décembre, il refuse une première offre d’achat provenant d'un consortium d’hommes d’affaires beaucerons, qui lui offrent 40 000 $ pour son équipe. Le 12 décembre, les Jaros remportent, sans le savoir, la dernière victoire de leur histoire par la marque de 4 à 1 contre les Jets de Johnstown, et ce, devant une foule de 900 spectateurs au Palais des Sports. L’incertitude continue de planer au-dessus du club et des rumeurs de déménagement se font persistantes. Toutefois, si l'équipe quitte la Beauce, la Ville de Saint-Georges pourrait recevoir d'importantes compensations monétaires. En effet, selon une entente signée entre les Jaros et la Ville en août 1976, des pénalités de 2000$ seront imposées à l'organisation pour chaque partie non disputée. L’unique solution pour Veilleux, afin d'éviter de payer ces pénalités, est de se retirer du monde du hockey et de céder sa concession à de nouveaux gestionnaires. 
Le 14 décembre, le consortium revient à la charge et bonifie son offre. Les hommes d'affaires proposent toujours 40 000$ pour l’équipe, plus 50 000$ sur les droits d’obtention de la concession, montant qu'ils payeront sur 5 ans. Veilleux refuse de nouveau, il veut 125 000$. Pendant ce temps, un autre joueur quitte les Jaros : James Troy retourne avec les Whalers de la Nouvelle-Angleterre. Les rumeurs continuent de circuler et l'on croit maintenant que l’équipe pourrait disputer quelques parties au Colisée de Québec. Une autre rumeur parle plutôt d'un déménagement aux États-Unis.

#### Fin des Jaros
Le dimanche 19 décembre 1976, les joueurs disputent, sans le savoir, leur dernière partie dans l'uniforme des Jaros. Ils s’inclinent 8 à 2 contre les Blazers de Syracuse au Palais des Sports devant une foule de seulement 500 spectateurs. Les compteurs de l’équipe sont Yves Preston et René Villemure et le gardien de but est Ed Humphreys. Un évènement étrange est d'ailleurs associé à cette dernière partie. Contrairement à son habitude, la direction des Jaros planifie le match à 13h plutôt qu'en soirée, et, comme aucune publicité n'est faite, peu de gens se présentent à l’aréna. Puisqu'il y a très peu de billets de vendus en début d'après-midi, la partie est finalement remise en soirée. Au lendemain de ce match, l’incertitude complète règne; les joueurs et Alain Caron, de la direction, ne savent pas ce que l’avenir leur réserve. Quant au propriétaire, absent depuis un certain temps, il est introuvable. Pendant ce temps, la machine à rumeurs s'emballe. Il est maintenant question de déménagement dans certaines villes, dont Granby, Montmagny, Long Island, Portland (Maine) et Montréal. De son côté, malgré le climat d'incertitude, le consortium d’hommes d’affaires de la Beauce est toujours intéressé à acquérir le club,.
Au matin du mercredi 22 décembre, les joueurs des Jaros, qui sont toujours sans nouvelle de leur patron André Veilleux, ne savent pas s’ils joueront la partie contre Mohawk Valley qui doit avoir lieu en soirée au Palais des Sports. Ne sachant pas si le club existe toujours, le commissaire de la ligue permet malgré tout aux Comets de se diriger vers Saint-Georges. Le propriétaire sort finalement de son mutisme et convoque les journalistes à une conférence de presse qui a lieu en après-midi à Sainte-Marie. Lors de son face à face avec les médias, André Veilleux met fin au suspense et déclare qu’il dissout les Jaros de la Beauce. Il explique que les trop faibles assistances aux parties ne permettent plus de faire vivre la concession. Pourtant, la moyenne des assistances des Jaros est la 4e meilleure de la ligue avec 1700 spectateurs, battant celle des Blades d’Érié qui est de 1500 spectateurs, et qui jouent dans un aréna de 4220 sièges. Mais pour Veilleux, il n'y a pas d'autres options; il saborde les Jaros parce qu’il a considérablement investi dans l’organisation, tant humainement que financièrement, et qu’il ne croit pas que d’autres puissent réussir là où il a échoué. Il s’engage toutefois à respecter ses obligations financières ainsi qu’à rembourser les détenteurs de billets de saison. Les contrats des joueurs seront également respectés et tous seront payés. En soirée, Veilleux annonce, en personne, la nouvelle à ses joueurs. Pendant ce temps, l’équipe des Comets arrive à Saint-Georges. À la sortie de l’autobus, les joueurs apprennent que les Jaros  n’existent plus. Ils doivent rebrousser chemin et refaire plus de 7 heures de route pour retourner à Utica. Ils sont néanmoins crédités d’une victoire de 1-0. Quant aux Jaros, ils terminent cette deuxième et brève saison avec un dossier de 6 victoires, 22 défaites et 2 parties nulles.
Au lendemain de la nouvelle, les Beaucerons sont furieux et se demandent pourquoi Veilleux n’a pas voulu vendre son club à des hommes d’affaires de la région. Le maire de Saint-Georges, Sylvester Redmond, affirme qu’il a tout tenté pour assurer la survie de l’équipe. De son côté, l’ex-propriétaire des Jaros tente de liquider l’équipement des joueurs et réussit à se départir des contrats de Normand Dubé et d'Ed Humphreys, qui s'aligneront maintenant avec les Nordiques de Québec.
Le 24 décembre 1976 a lieu le repêchage des joueurs des Jaros par les autres équipes de la ligue. Tous les joueurs sont sélectionnés, sauf Peter Folco qui, même s’il a annoncé sa retraite lors de la dissolution du club, terminera finalement la saison avec les Firebirds de Philadelphie. Parmi les joueurs repêchés, Joe Hardy s’alignera maintenant avec les Dusters de Binghampton, René Villemure continuera sa carrière avec les Nordiques du Maine et le gardien de but Bernie Germain jouera pour les Flags de Port Huron dans la Ligue internationale de hockey . Pendant ce temps, les procureurs de la ville de Saint-Georges font saisir l’équipement et le matériel d’André Veilleux afin de garantir les sommes qui sont dues à la Ville, notamment pour la location de la patinoire et le paiement du personnel.
Le 5 janvier 1977, un groupe d’intervenants, directement concernés par le départ des Jaros, donne une conférence de presse. Sont présents : les membres du Conseil municipal de Saint-Georges, les responsables du Palais des Sports, Robert Dutil, président des Amis des Jaros, et des représentants du groupe d’hommes d’affaires qui a voulu acheter l’équipe. Ensemble, ils reviennent sur les efforts qui ont été déployés pour tenter de sauver le club et les déceptions liées à sa dissolution. Les membres du Conseil municipal informent que 70 000$ des contribuables ont été dépensés uniquement pour les Jaros depuis leur création en 1975. La Ville a finalement fait lever la saisie de l’équipement et du mobilier du club, car la suite se fera devant les tribunaux.  Les Amis des Jaros, le groupe de bénévoles qui gérait la vente de billets et la publicité faite pour l’équipe, sont très déçus de l’attitude d’André Veilleux  et de son manque de collaboration. Quant aux hommes d’affaires, selon eux, l’offre de 90 000$ était raisonnable comparativement aux 125 000$ demandés par l’ex-propriétaire.
En avril 1977, les Blazers de Syracuse remportent la Coupe Lockhart aux dépens des Nordiques du Maine. Il s'agit du dernier championnat de la NAHL puisque la ligue est démantelée 5 mois plus tard, soit le 24 septembre 1977. Refusant de débourser les sommes nécessaires au maintien de la concession de Syracuse, les autres clubs ont préféré dissoudre la ligue.

## Fiche de l'équipe
| Saison    |    | Saison régulière | Saison régulière | Saison régulière | Saison régulière | Saison régulière | Saison régulière | Saison régulière | Saison régulière                          | Saison régulière |   | Séries éliminatoires | Séries éliminatoires | Séries éliminatoires | Séries éliminatoires | Séries éliminatoires | Séries éliminatoires |
| Saison    | PJ | V                | D                | N                | Pts              | BP               | BC               | Pun              | Classement                                | PJ               | V | D                    | BP                   | BC                   | Évolution |                      |                      |
| 1975-1976 | 74 | 54               | 18               | 2                | 110              | 462              | 306              | 2134             | Premiers division Est Premiers de la NAHL | 14               | 9 | 5                    | 77                   | 72                   | Victoire 3 matchs à 1 contre les Nordiques du Maine Victoire 4 matchs à 0 contre les Blazers de Syracuse Défaite en finale 2 matchs à 4 contre les Firebirds de Philadelphie |                      |                      |
| 1976-1977 | 30 | 6                | 22               | 2                | 14               | 109              | 165              | 519              | Huitièmes de la NAHL                      | -                | - | -                    | -                    | -                    | Non qualifiés |                      |                      |

## Personnalités de l'équipe

### Joueurs
49 joueurs ont porté les couleurs des Jaros de la Beauce lors des saisons 1975-1976 et 1976-1977 de la NAHL.  Joe Hardy termine premier au chapitre des matchs joués (94), des passes (184), et des points (251). Bien qu’il n’ait disputé qu’une seule saison, Alain Caron est le meilleur franc-tireur de l’équipe avec 78 buts.
12 joueurs des Jaros ont participé à au moins 1 match dans la LNH. Parmi ceux-ci, Richard Grenier a connu une carrière internationale, jouant 7 saisons en Europe, dont 2 campagnes avec le HC Arosa avec qui il remporte le championnat suisse de hockey sur glace en 1982. 

### Entraîneurs
Au cours de leur courte histoire, les Jaros de la Beauce ont eu deux entraîneurs-chefs.
- Marc Picard (juin 1975 à décembre 1975)
- Jocelyn Hardy, joueur-instructeur (décembre 1975 à décembre 1976)

Les Jaros ont également eu trois traineurs (responsables de l'équipement)
- Raymond Labbé
- Jean-Nicol Rodrigue[104]
- Jean-Claude Lessard

Lessard a remplacé Labbé en janvier 1976. Il jouait également plusieurs rôles au sein de l’organisation : soigneur, secrétaire et chauffeur d’autobus,. Il fut animateur d’une émission sportive sur les ondes d'une station radio de Saint-Georges pendant plus de 10 ans. Il assurait aussi la description des matchs à la radio du club de hockey Cool FM 103,5 de Saint-Georges.

### Propriétaire
Au début des années 1970, André Veilleux est un homme d’affaires millionnaire. Originaire de Ste-Marie, il possède une flotte de camions de transport (Mack Trucks), de même qu’une usine de fabrication de cartons (Boîtes Excelsior). Également actionnaire des Nordiques de Québec, il permet en 1974, avec l’aide du journaliste Claude Larochelle du quotidien Le Soleil, la signature du jeune Réal Cloutier avec le club. Au début de 1975, il rêve de mettre sur pied une équipe de hockey à l’image des Beaucerons : talentueuse, colorée et robuste. Il s’investit alors dans ce projet et les Jaros voient le jour.
À la suite de la dissolution de son club en décembre 1976, Veilleux achète la concession des Reds du Rhode Island et la transfère à Binghamton. Les nouveaux Dusters évoluent dans la LAH de 1977 à 1980. L'homme d'affaires beauceron revient ensuite au Canada pour œuvrer dans l'organisation des Nordiques de Québec.

## Hommages
L'uniforme des Jaros ainsi que le logo, sont la base de ceux portés par l'équipe fictive des « Bulldogs de Syracuse » dans le film Slap Shot .
On pouvait voir, au Centre sportif Lacroix-Dutil, une vitrine qui rappelait le passage des Jaros à Saint-Georges. Parmi les objets souvenirs qui y étaient exposés, on y retrouvait des rondelles, des programmes de matchs, une photo d’équipe et un porte-clés à l’effigie des Jaros.
En 2015 est sorti un livre racontant l'histoire des Jaros de la Beauce. Le livre est écrit par Steve Vallières et porte le titre : Implacables : Les Jaros de la Beauce : 1975-1976.
En 2018, l'équipe, L'Assurancia de Saint-Georges de la Ligue de hockey junior AA Chaudière-Appalaches rend hommage aux Jaros de la Beauce en utilisant un logo ressemblant à celui qu'utilisaient cette équipe.